# Miroslav Chyška
Miroslav Chyška (* 1972 Praha) je český kytarista a hudební skladatel. Je členem hudebních skupin J.A.R. a Illustratosphere. Za hudbu k filmu Snowboarďáci byl v roce 2004 nominován na cenu Český lev za nejlepší hudbu.